# Cyan Worlds
Cyan Worlds, Inc. (vormals Cyan, Inc.) ist ein US-amerikanisches Computerspiel-Entwicklungsunternehmen, das von den Brüdern Rand und Robyn Miller gegründet wurde. Zu Cyans bekanntesten Produkten zählt die Adventure-Reihe Myst.

## Geschichte

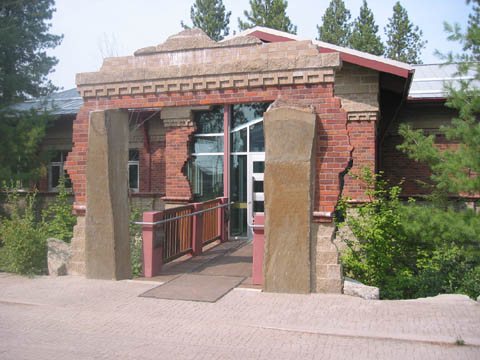
Eingangsbereich des Firmengebäudes in Spokane

Cyan Worlds wurde 1987 von Rand und Robyn Miller gegründet, zunächst nur unter dem Namen Cyan. Rand war der technisch begabtere der beiden Brüder, der schon während der Schulzeit mit der Spieleprogrammierung begonnen hatte. Robyn hingegen hatte sich während der Schulzeit in seiner Freizeit mit zeichnen, Musizieren und Komponieren beschäftigt. Der erste „Firmensitz“ war das elterliche Haus in Spokane im nordwestlichsten US-Bundesstaat Washington.
Ihr erstes Produkt war das interaktive Kinderbuch The Manhole, das sie 1988 für den Apple Macintosh erstellten und über den Publisher Activision vertrieben. Das Spiel wurde von der Software Publishers Association ausgezeichnet. Neben Portierungen auf MS-DOS und einige andere Systeme veranlasste Activision 1989 auch die Neuveröffentlichung einer erweiterten Manhole-Version auf CD-ROM – es war das erste Spiel auf dem US-Markt, das Gebrauch von der damals neuen Technologie machte.
1990 begannen die Miller-Brüder mit der Arbeit an Myst, 1993 stand das Spiel in den Regalen. Das Entwicklungsbudget betrug 650.000 US-Dollar, Publisher war Brøderbund, die vertraglich auch die Rechte an der Marke „Myst“ erwarben. Durch sein einfaches Gameplay, das den damals noch nicht definierten Markt der Casual Gamer ansprach, wurde Myst zur Killerapplikation und trug entscheidend zum Siegeszug der CD-ROM bei. Bis zum Erscheinen von Die Sims 2002 war Myst das meistverkaufte Computerspiel. Die Miller-Brüder waren schlagartig Berühmtheiten; die Bekleidungsfirma Gap engagierte sie für eine Werbeanzeige in Printmedien. Die Firma zog in neue Räumlichkeiten in Mead, einem Vorort von Spokane.
Für einen Nachfolger von Myst engagierte Cyan 1993 Richard Vander Wende, der zuvor bei Disney als Animator unter anderem an Aladdin gearbeitet hatte. Die Arbeiten an Riven dauerten vier Jahre, das Budget betrug 10 Millionen US-Dollar. 1997 kam es auf den Markt (wieder mit Brøderbund als Publisher) und verkaufte sich mit 2.000.000 Einheiten gut. Im selben Jahr verließ Robyn Miller die Firma, um sich eigenen Projekten zu widmen. Er führte dies in Interviews auf interne Spannungen zwischen den Brüdern zurück. Robyn gründete eine kleine Produktionsfirma für Filme und begann die Arbeit an einem Film auf Basis einer christlichen Geschichte, der aber nie vollendet wurde. Erst 2013 stellte er einen gänzlich anderen Film fertig, die Mockumentary The Immortal Augustus Gladstone.
Die Markenrechte für Myst und Riven lagen beim Publisher Brøderbund. Dieser trat sie an Mattel Interactive ab, die Ende 1998 mit Unterstützung durch Cyan ein externes Studio für einen Nachfolger zu Riven suchten. Myst III: Exile wurde schließlich durch das US-Entwickler Presto Studios entwickelt und (bedingt durch einen weiteren Rechteübergang) durch Ubisoft veröffentlicht. Finanziell war auch dieser Titel ein Erfolg. Gleichzeitig begannen Cyan, die sich mittlerweile in Cyan Worlds umbenannt hatten, an den Arbeiten zu einem MMOG im Myst-Universum. Das Spiel wurde in der ursprünglich angedachten Version nie fertiggestellt. 2003 wurde ein Einzelspieler-Teil als Uru: Ages Beyond Myst abgetrennt und veröffentlicht. Die Entwicklung des Online-Teils, Myst Online: Uru Live, wurde 2004 zunächst eingestellt. Im selben Jahr veröffentlichte Ubisoft Myst IV: Revelation, wieder von einem externen Studio (in diesem Fall vom Ubisoft-eigenen Studio Ubisoft Montreal) produziert. Der Nachfolger, Myst V: End of Ages, wurde wieder durch Cyan Worlds produziert und 2005 veröffentlicht.
Etwa zeitgleich mit der Veröffentlichung von Myst V wurde fast die komplette Belegschaft von Cyan Worlds entlassen – die fehlgeschlagene Entwicklung von Uru Live hatte zu viel Geld gekostet. Wenige Tage später begannen Verhandlungen mit Turner Broadcasting System über eine Übernahme des Projekts. Wenige Wochen später konnten mit frischen Finanzmitteln des Investors fast alle ehemaligen Angestellten wiedereingestellt werden. 2007 wurde Uru Live durch GameTap, eine Subfirma von Turner Broadcasting System, veröffentlicht. Nur ein Jahr später wurde die Einstellung des Spiels angekündigt und im April 2008 umgesetzt.
In den Folgejahren hielt sich die Firma hauptsächlich mit Spielen für mobile Endgeräte (primär iOS) über Wasser, darunter Umsetzungen ihrer Erfolgstitel. 2012 erwarb der US-amerikanische Streaminganbieter Hulu das Recht, Myst als TV-Serie umzusetzen.
2013 kündigte Cyan Worlds das nächste große Spiel der Firma an, Obduction, das teilweise über eine Crowdfunding-Kampagne auf der Plattform Kickstarter finanziert werden sollte. Nach dem Erfolg der Kampagne überredete Rand Miller seinen Bruder Robyn, den Soundtrack zum Spiel beizusteuern. Das Adventure erschien im Juli 2016 und war das erste Cyan-Worlds-Spiel, das ein Virtual-Reality-Headset (das Oculus Rift) unterstützte. 2023 folgte Firmament, ebenfalls teilweise via Crowdfunding finanziert.

## Veröffentlichte Spiele
Wiederveröffentlichungen und Downloadable Content sind im Folgenden nicht aufgelistet.
1988: The Manhole
Das interaktive Kinderbuch wurde 1988 zunächst auf Diskette veröffentlicht, dann 1989 nochmals auf CD-ROM. Es war das erste Spiel auf dem US-Markt, das auf CD-ROM erschien.
1989: Cosmic Osmo and the Worlds Beyond the Mackerel
Das Point-and-Click-Adventure ähnelt in technischer Hinsicht The Manhole. Es wurde vom Magazin MacUser zum „Best Recreational Program“ des Jahres 1990 gewählt.
1991: Spelunx and the Caves of Mr. Seudo
Das Point-and-Click-Adventure fußte auf derselben Technik wie The Manhole und Cosmic Osmo, war aber im Wesentlichen eine Sammlung von Minispielen, die durch eine lose Rahmenhandlung zusammengehalten wurden.
1993: Myst
Das First-Person-Adventure war eines der ersten Spiele, das Gebrauch von der neuen CD-ROM-Technologie machte. Es war bis 2002 das meistverkaufte Computerspiel der Welt.
1997: Riven
Der Nachfolger von Myst war vier Jahre in der Entwicklung und verschlang das 15-fache des Myst-Budgets. Es war dennoch ein finanzieller Erfolg.
2003: Uru: Ages Beyond Myst
Uru sollte ursprünglich ein Multiplayer-Spiel werden. Nach jahrelangen Entwicklungsquerelen wurde mit Ages Beyond Myst der Einzelspieler-Part getrennt veröffentlicht; Uru Live ging nach weiteren Querelen, die fast zum Untergang der Firma geführt hätten, mit finanzieller Unterstützung eines Partners 2007 (kurzfristig) live.
2005: Myst V: End of Ages
End of Ages war das erste Spiel der Myst-Serie, das in Echtzeit berechnete 3D-Grafiken einsetzte. Es war mit 12 Millionen verkauften Einheiten finanziell erfolgreich.
2007: Cosmic Osmo's Hex Isle
Der Nachfolger von Cosmic Osmo and the Worlds Beyond the Mackerel von 1989 war ein eher obskures, kaum beworbenes Rätselspiel.
2007: Uru Live
Das kurzlebige MMOG war nach schwieriger Entwicklungsgeschichte nur für etwa ein Jahr live, bevor es aus finanziellen Gründen geschlossen wurde.
Uru Live wurde 2010, nachdem die Rechte von GameTap zurück an Cyan Worlds gingen, neu gestartet und wird seitdem auf Cyan-Servern gehostet. Das Spiel ist seitdem Open Source und kann kostenlos gespielt werden. Die Server, auf welchen das Spiel gehostet wird, und eventuelle Erweiterungen werden durch Spenden finanziert.
Es gab einen Serverabsturz, bei dem die meisten Spielerdaten verloren gingrn. Danach wurde Myst Online Uru Live neu gestartet und ist seitdem immer noch online unter der Bezeichnung Myst Online Uru Live Again. Es wurden zwischenzeitlich auch neue Fan-Welten zum Spiel hinzugefügt, zuletzt im Dezember 2024.
2016: Obduction
Das Adventure im Myst-Stil wurde teilweise über Crowdfunding finanziert und ist kompatibel mit Virtual-Reality-Headsets.
2023: Firmament
Das ebenfalls per Crowdfunding teilfinanzierte Spiel erhielt erstmals nur gemischte Kritiken wegen seines „veralteten“ Gameplays.
2024: Riven (Remake)
Das 3D Remake des Myst Nachfolgers bietet nicht nur einen frei erkundbaren Nachbau von Riven aus dem Jahr 1997, sondern beinhaltet auch zusätzliche neue Rätsel und Spielinhalte.